# Aldehorno
Aldehorno é um município da Espanha na província de Segóvia, comunidade autónoma de Castela e Leão, de área 13,37 km² com população de 62 habitantes (2004) e densidade populacional de 4,64 hab/km².

## Demografia
| Variação demográfica do município entre 1991 e 2004 | Variação demográfica do município entre 1991 e 2004 | Variação demográfica do município entre 1991 e 2004 | Variação demográfica do município entre 1991 e 2004 |
| --------------------------------------------------- | --------------------------------------------------- | --------------------------------------------------- | --------------------------------------------------- |
| 1991                                                | 1996                                                | 2001                                                | 2004                                                |
| 98                                                  | 84                                                  | 71                                                  | 62                                                  |